# Saki Kumagai
Pour les articles homonymes, voir Kumagai.
Saki Kumagai (熊谷 紗希, Kumagai Saki), née le 17 octobre 1990 à Sapporo, est une footballeuse internationale japonaise évoluant aux postes de défenseur central et de milieu défensif avec le London City Lionesses. Formée au lycée Tokiwagi Gakuen de Sendai, elle signe son premier contrat professionnel en 2009 avec les Urawa Red Diamonds avant de s'expatrier en Europe en s'engageant avec le FFC Francfort en 2011, l'Olympique lyonnais en 2013, le Bayern Munich en 2021, l'AS Roma en 2023 puis avec le London City Lionesses en 2025.
Âgée de seulement vingt ans, Saki Kumagai est particulièrement connue au niveau mondial pour avoir marqué le dernier tir au but victorieux de la finale de la Coupe du monde 2011 contre les États-Unis, offrant au Japon la première consécration mondiale d'un pays asiatique, équipes masculine et féminine confondues. Véritable spécialiste des penaltys, elle s'illustre une nouvelle fois dans cet exercice en marquant le dernier tir au but de la finale de la Ligue des champions 2016 qui permet à l'Olympique lyonnais de remporter son troisième titre européen face au VfL Wolfsburg. Elle est à nouveau championne d'Europe lors des éditions 2017, 2018, 2019 et 2020 en s'imposant respectivement face au Paris Saint-Germain, au VfL Wolfsburg, au FC Barcelone et au VfL Wolfsburg. Saki Kumagai est la seule joueuse issue de la Confédération asiatique à avoir remporté cinq Ligues des champions.
Elle est nommée officiellement capitaine de la sélection japonaise en janvier 2017 par Asako Takakura. En plus d'être championne du monde en 2011, elle est également championne d'Asie des moins de dix-neuf ans en 2009, médaillée d'or aux Jeux asiatiques de Guangzhou en 2010, championne d'Asie de l'Est en 2010, médaillée d'argent aux Jeux olympiques de Londres en 2012, vice-championne du monde en 2015 et championne d'Asie en 2018.
En 2018, Saki Kumagai est nommée parmi les quinze prétendantes au premier Ballon d'or féminin (elle se classe à la 12e position). Elle est élue meilleure joueuse asiatique de l'année 2019 par la Confédération asiatique de football. En 2024, elle est sacrée Golden Foot Féminin pour l'ensemble de ses performances et de sa carrière.

## Biographie

### Enfance et formation

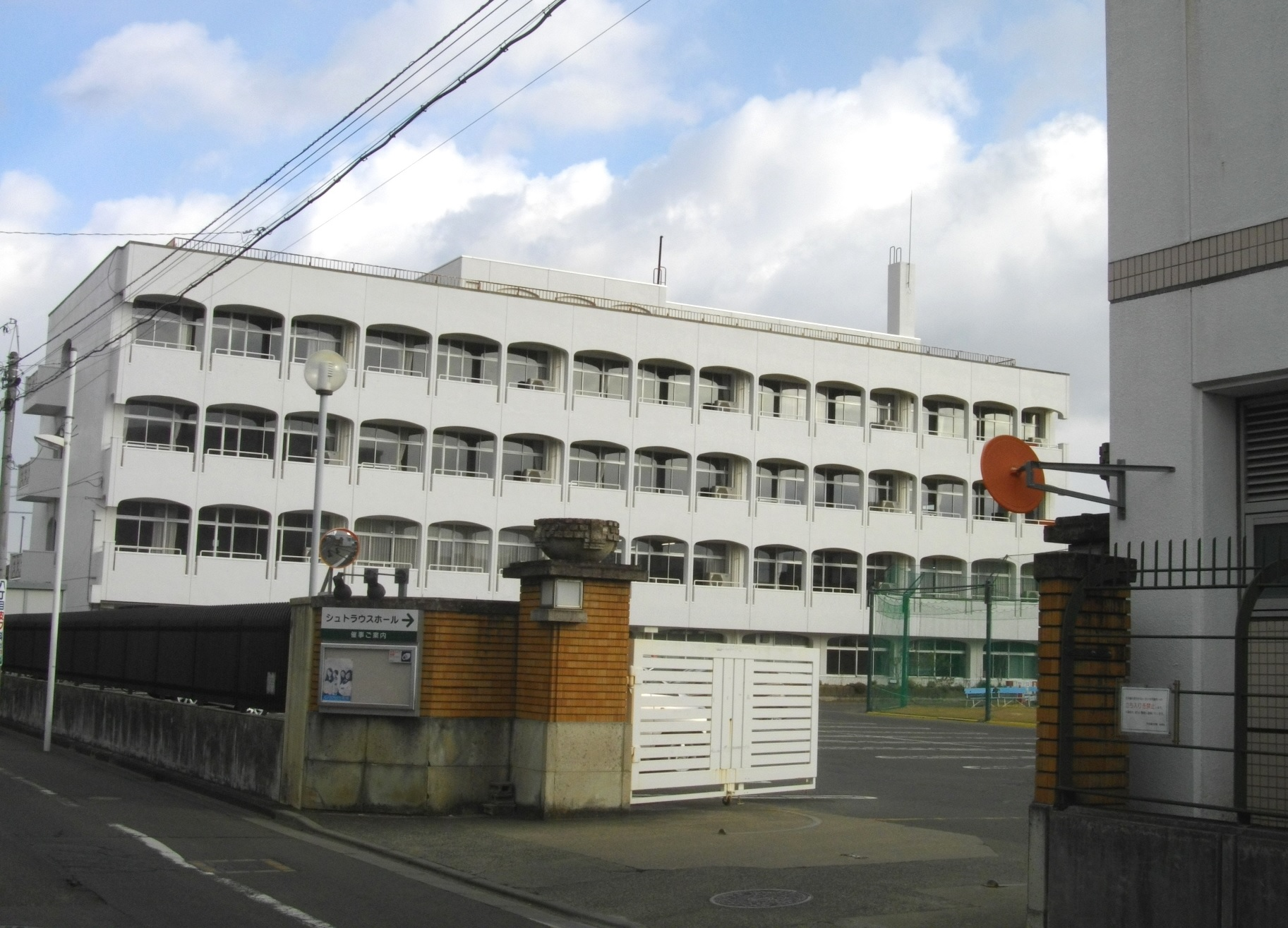
Lycée Tokiwagi Gakuen de Sendai (Miyagi, Japon).

Saki Kumagai est née et a grandi à Sapporo, sur l'île d'Hokkaidō au Japon. Elle commence à jouer au football dès l'école primaire (qu'avec des garçons) sous l'influence de son frère qui jouait au football dans un club local et avec le soutien de ses parents. Puis elle intègre au collège le club de football féminin Club Fields Linda. Par la suite, elle est prise en sport-étude au lycée Tokiwagi Gakuen de Sendai de 2006 à 2008. Elle est capitaine de son équipe et remporte sur trois années consécutives le All-Japan Youth U-18 Women's Football Championship de 2006 à 2008, ainsi que le All-Japan High School Women's Football Championship en 2008. À noter que de 2003 à 2005, le lycée Tokiwagi Gakuen a également formé Aya Sameshima, internationale japonaise et ancienne joueuse du Montpellier HSC.
Saki Kumagai parvient aussi à disputer 4 matches de Coupe du Japon dont un huitième de finale le 22 décembre 2007 contre son futur club les Urawa Red Diamonds ; un match perdu 3-1. Ses bons résultats sur le terrain lui permettent, à partir de 2008, d’accéder aux groupes jeunes de la sélection japonaise et d'être souvent convoquée par Norio Sasaki pour des stages de préparation avec le groupe A.

### Carrière en club

#### Urawa Red Diamonds (2009-2011)
En 2009, Saki Kumagai est recrutée par les Urawa Red Diamonds et joue son premier match professionnelle le 11 avril 2009 contre l'Albirex Niigata. Parallèlement elle entame des études supérieures à la Faculté de sciences de la santé et d'éducation physique de l'Université de Tsukuba,. Elle marque le premier but de sa carrière contre le club JEF United Chiba à la dernière journée de championnat le 1er novembre 2009. Son équipe remporte cette année-là le championnat du Japon. Elle reste dans ce club jusqu'en 2011. Elle est alors recrutée par le FFC Francfort au printemps, juste avant la Coupe du monde. Elle suspend ses études supérieures au milieu de sa troisième année. Avant de s'expatrier en Allemagne, elle aura joué 54 matchs et marqué 11 buts avec le club de Saitama.

#### FFC Francfort (2011-2013)

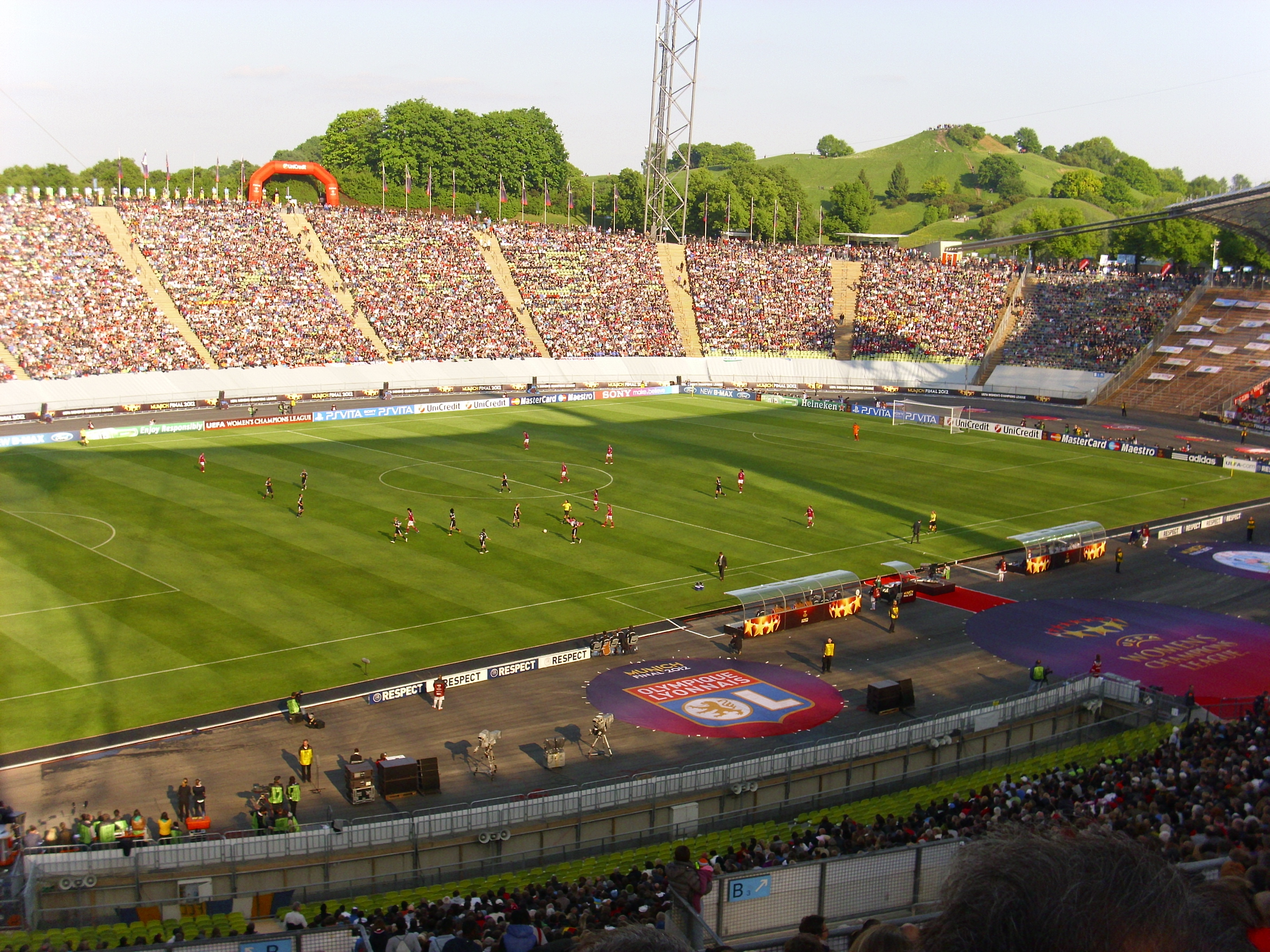
Stade olympique de Munich lors de la finale de la Ligue des champions 2012.

Au printemps 2011, Saki Kumagai effectue un essai convaincant au FFC Francfort qui la recrute pour un contrat de deux saisons. Elle rejoint définitivement le club après la Coupe du monde 2011.
Le 2 octobre, elle marque son premier but avec son nouveau club contre Neuenahr à l'occasion de la 5e journée de championnat.

#### Olympique lyonnais (2013-2021)

##### 2013-2014: Début en France

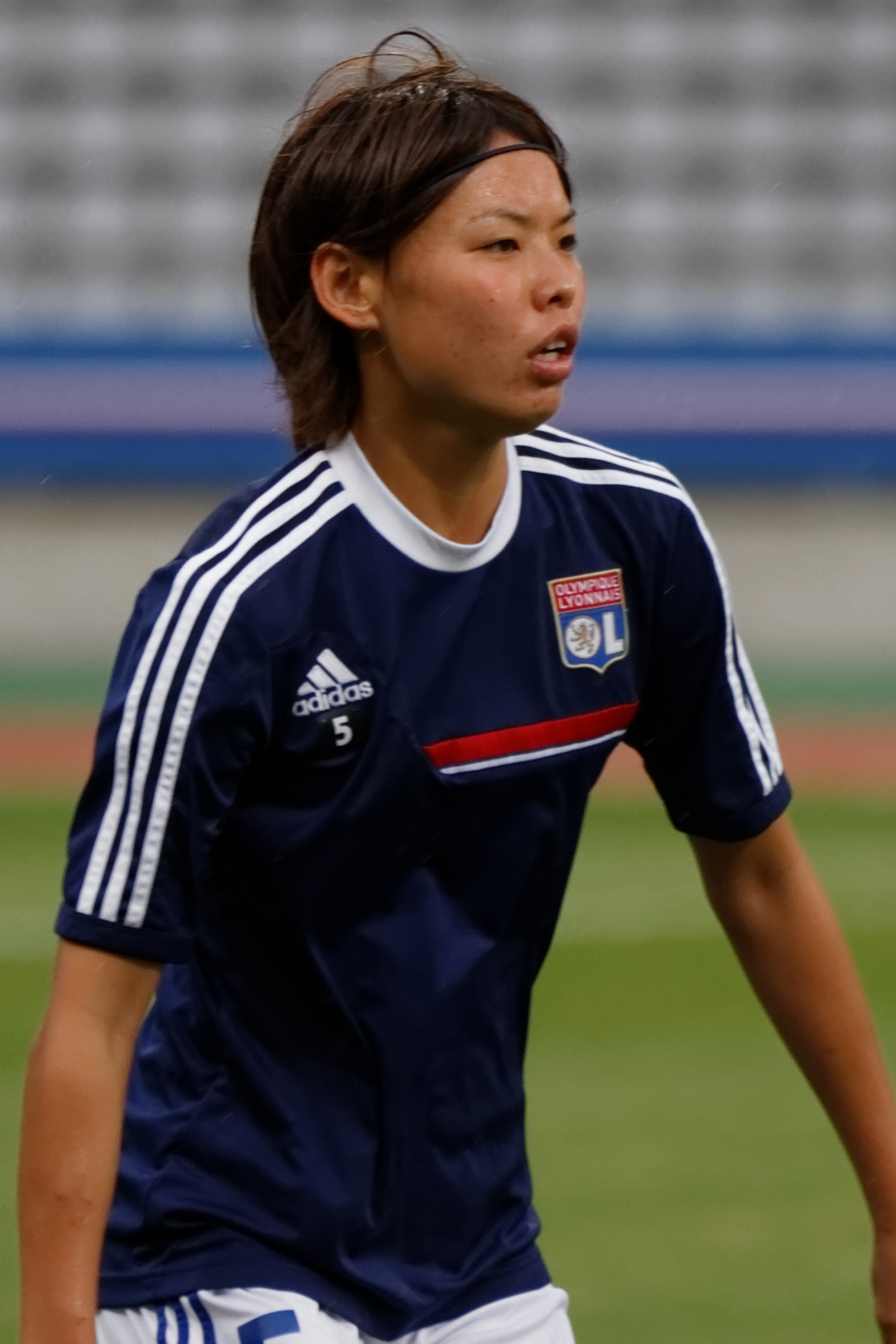
Saki Kumagai en 2013.

En manque d'ambitions significatives en Allemagne, Saki Kumagai signe à l'Olympique lyonnais en juillet 2013 pour un contrat de deux saisons en vue de remplacer Laura Georges en partance pour le Paris Saint-Germain. Le 1er septembre 2013, elle joue son premier match officiel sous ses nouvelles couleurs lors de la victoire 4-0 sur la pelouse d'Hénin-Beaumont à l'occasion de la 1re journée de championnat. Deux semaines plus tard, le 15 septembre, elle marque son premier but lors de la 3e journée de championnat contre l'AS Muret battu sévèrement 10-1.
Le 9 octobre 2013, elle joue son premier match de Ligue des champions avec l'Olympique lyonnais lors de la victoire 4-0 contre le FC Twente en seizième de finale aller de la Ligue des Champions en déplacement aux Pays-Bas et en profite pour inscrire son premier but européen .

##### 2014-2017
Durant la saison 2014-2015 elle joue 1 961 minutes en championnat et établit ainsi le nouveau record pour une joueuse de champ à l'Olympique lyonnais. D'une manière générale, son association avec Wendie Renard dans la défense lyonnaise est considérée comme l'une des charnières centrales les plus solides d'Europe. De plus, sa qualité de relance est de plus en plus exploitée au milieu de terrain par le nouvel entraîneur lyonnais Gérard Prêcheur.
Le 13 janvier 2016, elle prolonge à nouveau son contrat jusqu'en juin 2017.
Le 26 mai 2016 au stadio Città del Tricolore de Reggio d'Émilie, Saki Kumagai s'illustre en marquant le dernier tir au but de la finale de la Ligue des champions qui permet à l'Olympique lyonnais de remporter son troisième titre européen face au VfL Wolfsburg 1-1 (tab 4-3)
Le 4 mai 2017, Saki Kumagai prolonge son contrat avec l'Olympique lyonnais de trois saisons supplémentaires jusqu'en juin 2020.
La finale de la Ligue des champions a lieu le 1er juin 2017 au Cardiff City Stadium face au Paris Saint-Germain ; à l'image de leur rencontre en Coupe de France, le match est assez fermé et les deux rivales se séparent sur un match nul 0-0 à la fin du temps réglementaire mais l'Olympique lyonnais l'emporte finalement aux tirs au but 7-6 grâce à Sarah Bouhaddi. Titulaire au milieu de terrain, Saki Kumagai participe aux 120 minutes de jeu et réussit facilement son tir au but. C'est le quatrième titre européen glané par les Lyonnaises (égalant le FFC Francfort) qui deviennent au passage la première équipe à remporter les trois compétitions officielles sur deux années consécutives. Saki Kumagai devient la seule joueuse japonaise à remporter au moins deux Coupes d'Europe. À l'issue de la saison 2016-2017, la native de Sapporo réalise donc un nouveau triplé historique, marque 11 buts (dont 10 penaltys) et délivre 3 passes décisives toutes compétitions confondues.

##### 2018-2019: Quatrième titre continental
Lors de la finale de la Ligue des champions, le 18 mai 2019 face au FC Barcelone Saki Kumagai ne joue pas tout de suite mais elle remplace Jessica Fishlock à la 72e minute. Les Lyonnaises remportent à cette occasion leur sixième titre européen. Saki Kumagai devient la seule joueuse issue de la Confédération asiatique à avoir remporté quatre Ligues des champions. À l'issue de la saison 2018-2019, la sapporaise réalise un nouveau triplé, marque 2 buts (dont 1 penalty) et délivre 1 passe décisive toutes compétitions confondues.

#### Bayern Munich (2021-2023)
Le 12 mai 2021, le Bayern Munich annonce la signature de Saki Kumagai pour une durée de deux saisons.

#### AS Roma (depuis 2023)
Libre de tout contrat, Saki Kumagai s'engage officiellement le 5 juin 2023 avec le champion d'Italie en titre, l'AS Roma. Elle signe un contrat d'une durée de deux saisons jusqu'en 2025.

### Carrière internationale

#### Moins de 19 ans

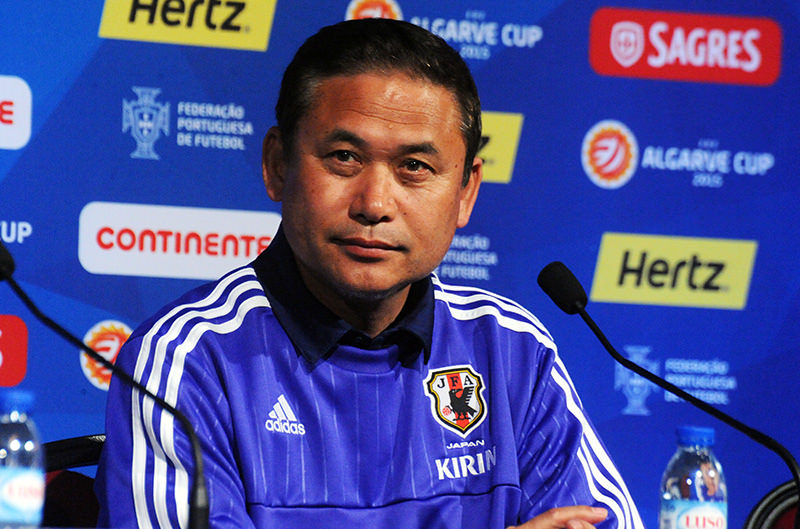
Norio Sasaki est également sélectionneur du Japon U19 et U20 de 2007 à 2010.

Saki Kumagai est capitaine de la sélection U-19 avec laquelle elle participe à la Coupe d'Asie organisée dans la ville de Wuhan en Chine en août 2009. Le 12 août en finale, les Japonaises rencontrent la Corée du Sud ; après un match disputé, elles sont sacrées championnes d'Asie en remportant le match 2-1 en fin de rencontre. Cette victoire offre au Japon une qualification directe à la Coupe du monde U-20 de 2010, organisée en Allemagne. Saki Kumagai a joué 5 matches avec la sélection U-19 (tous en tant que capitaine) dans leurs intégralité et marqué 1 but.

#### Moins de 20 ans
Saki Kumagai joue avec la sélection U-20 à l'occasion de la Coupe du monde organisée au Chili en 2008. Malgré un bon début de tournoi, les Japonaises sont éliminées en quart de finale le 1er décembre par la Corée du Nord 2-1.

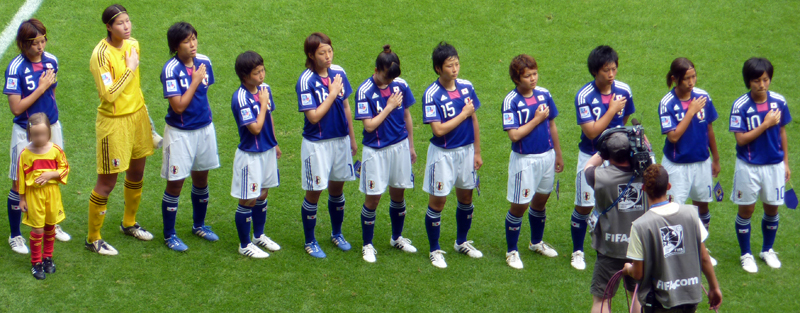
Match contre le Mexique lors de la Coupe du monde U-20 de 2010 au WWK Arena d'Augsbourg.

Saki Kumagai participe à nouveau à la Coupe du monde U-20, organisée en juillet 2010 en Allemagne. Elle est capitaine des Nadeshiko pour cette nouvelle campagne qui se termine dés le premier tour. Saki Kumagai a joué 7 matches avec la sélection U-20 (dont 3 en tant que capitaine) dans leur intégralité et n'a marqué aucun but.

#### Équipe du Japon A

##### Débuts en sélection nationale
Saki Kumagai est sélectionnée par Norio Sasaki pour participer à la Coupe d'Asie 2008 organisée au Viêt Nam ; les nippones terminent à la troisième place de la compétition. Saki Kumagai est à nouveau rappelée en équipe première en 2010 et participe activement à la victoire en Coupe d'Asie de l'Est, puis atteint à nouveau la troisième place de la Coupe d'Asie et décroche la médaille d'or aux Jeux asiatiques de Ghangzhou en battant la Corée du Nord 1-0 en finale le 22 novembre 2010.

##### Coupe du monde 2011 en Allemagne
L'équipe japonaise est qualifiée pour la coupe du monde 2011 en Allemagne. En finale, le Japon est opposé aux États-Unis le 17 juillet à Francfort. Les deux formations se rendent coup pour coup sur le terrain et se séparent sur un match nul 2-2 à la fin du temps réglementaire. La prolongation ne fait pas évoluer le score et une séance de tirs au but est alors programmée. Âgée de seulement 20 ans, Saki Kumagai transforme le dernier tir au but de la séance et devient championne du monde de football (tab 3-1).
Grâce à ce succès, le Japon remporte son premier titre mondial, équipes masculine et féminine confondues.

##### Jeux olympiques 2012 de Londres

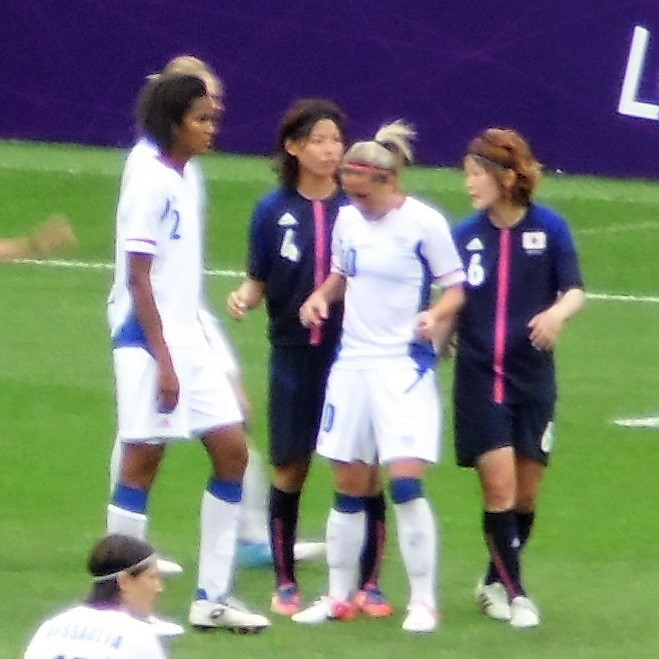
Saki Kumagai au marquage sur Wendie Renard lors de la demi-finale contre la France.

les Japonaises vont jusqu'en finale où elles sont opposées aux États-Unis le 9 août au stade de Wembley. Saki Kumagai et ses coéquipières ne parviennent pas à reproduire l'exploit du mondial précédent et sont battues 2-1.

##### Coupe du monde 2015 au Canada

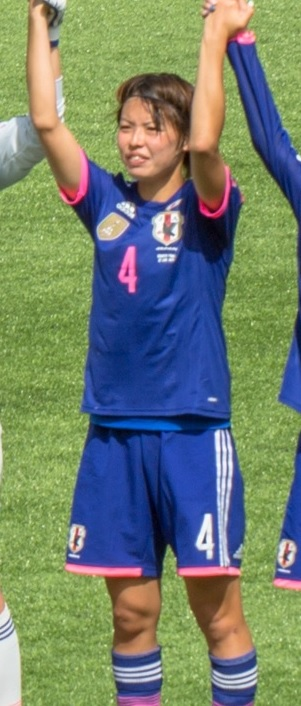
Saki Kumagai face à l'Australie.

Les Nadeshiko retrouvent encore une fois les États-Unis en finale de la compétition au BC Place Stadium le 5 juillet remportée finalement 5-2 par l'équipe des États-Unis qui s'octroie son troisième titre mondial.

##### 2016
Malgré une année internationale mitigée en 2016, Saki Kumagai est à nouveau nommée dans le top 10 des meilleures joueuses dans le monde de la FIFA grâce à ses performances en club ; elle avait déjà été nommée dans le top 10 de la FIFA en 2013. À l'issue d'un stage de préparation organisé en janvier 2017 à Tokyo, Asako Takakura l'a nomme officiellement capitaine de la sélection japonaise en succession d'Aya Miyama.

##### Coupe d'Asie 2018 en Jordanie
Les Japonaises parviennent jusqu'en finale et l'emportent contre l'Australie le 20 avril au Stade international d'Amman. Les Nadeshiko remportent leur deuxième sacre continental et conservent leur titre après celui de l'édition 2014. Saki Kumagai remporte quant à elle sa première Coupe d'Asie avec l'équipe A, en ayant participé à l'intégralité des cinq rencontres en tant que capitaine.

##### Coupe du monde 2019 en France
En huitième de finale le 25 juin, le Japon affronte les Pays-Bas au Roazhon Park. À deux minutes de la fin, les Néerlandaises obtiennent finalement un penalty à la suite d'un ballon dévié du bras par Saki Kumagai à la 91e minute. Le penalty est transformé par Lieke Martens et permet aux Pays-Bas de se qualifier pour les quarts de finale grâce à cette victoire 2-1. Saki Kumagai participe à l'intégralité des quatre rencontres.

##### Jeux olympiques 2020 de Tokyo
Pays hôte du tournoi, l'équipe du Japon est qualifiée d'office et ne dispute donc pas le tournoi pré-olympique de l'AFC. La pandémie de Covid-19 a repoussé la tenue des Jeux olympiques à l'année 2021. Les Nadeshiko sont éliminées en quart de finale par la Suède au Saitama Stadium 2022. Saki Kumagai, capitaine de l'équipe, participe à l'intégralité des quatre matchs en défense centrale.

##### Coupe d'Asie 2022 en Inde
Lors de la compétition en Inde, les Japonaises affrontent la Chine en demi-finale et sont éliminées lors des tirs au but. Toujours capitaine de l'équipe, Saki Kumagai a participé à l'intégralité des cinq rencontres.

##### Coupe du monde 2023 en Australie et Nouvelle-Zélande

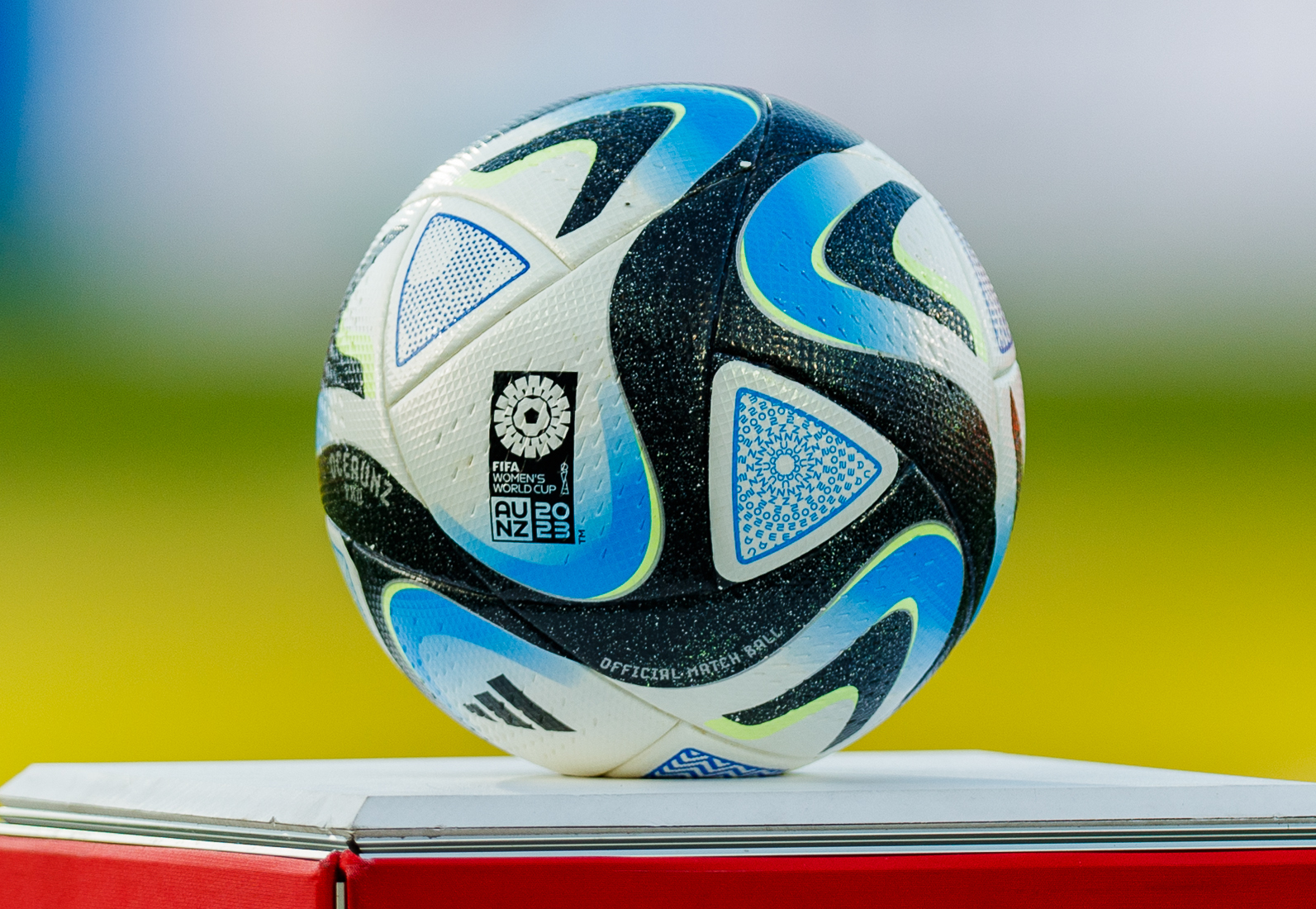
Ballon officiel de la Coupe du monde 2023.

Lors de cette nouvelle Coupe du monde Futoshi Ikeda met en place une formation à trois défenseures avec Saki Kumagai dans l'axe devant la gardienne.
En quart de finale à l'Eden Park d'Auckland le 11 août, le Japon est dominé par la Suède qui remporte le match et se qualifie. Saki Kumagai joue intégralité des cinq rencontres en tant que capitaine.

##### Jeux olympiques 2024 de Paris

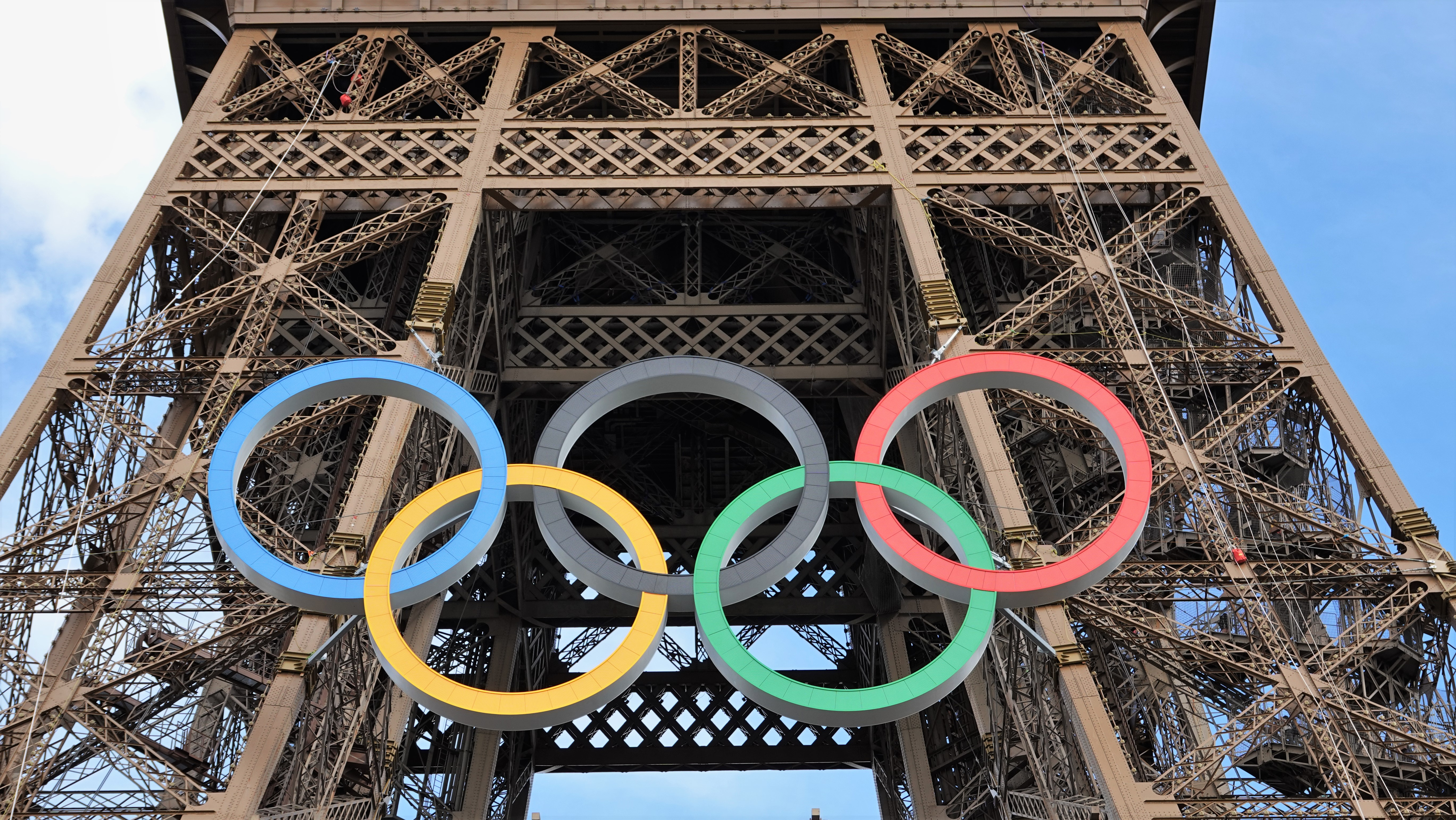
Les Jeux olympiques 2024 se déroulent du 26 juillet au 11 août.

L'équipe du Japon est confrontée aux États-Unis en quart de finale le 3 août au Parc des princes. Les Nadeshiko mettent en échec la formation américaine grâce à un gros bloc défensif mettant à mal les offensives adverses. Mais les joueuses de Futoshi Ikeda sont finalement renversées par un but de Trinity Rodman durant la prolongation à la 105e minute. Saki Kumagai joue intégralité des quatre rencontres en tant que capitaine et marque un but dans la compétition.
Peu après la fin de la compétition, Saki Kumagai déclare ne pas vouloir prendre sa retraite internationale dans l'immédiat et ne pas être la meilleure juge pour en décider.

## Style de jeu
Saki Kumagai possède une excellente qualité de relance, à la fois courte et longue avec la capacité de jouer dans les intervalles. Elle peut aussi bien jouer du pied gauche que du pied droit. Ces caractéristiques lui valent d'être souvent positionnée au milieu de terrain, soit associée à une autre récupératrice ou seule en sentinelle devant la défense. Elle est également une excellente tireuse de penalty ; elle prend généralement beaucoup d'élan avant de frapper afin de mieux percevoir les mouvements de la gardienne.

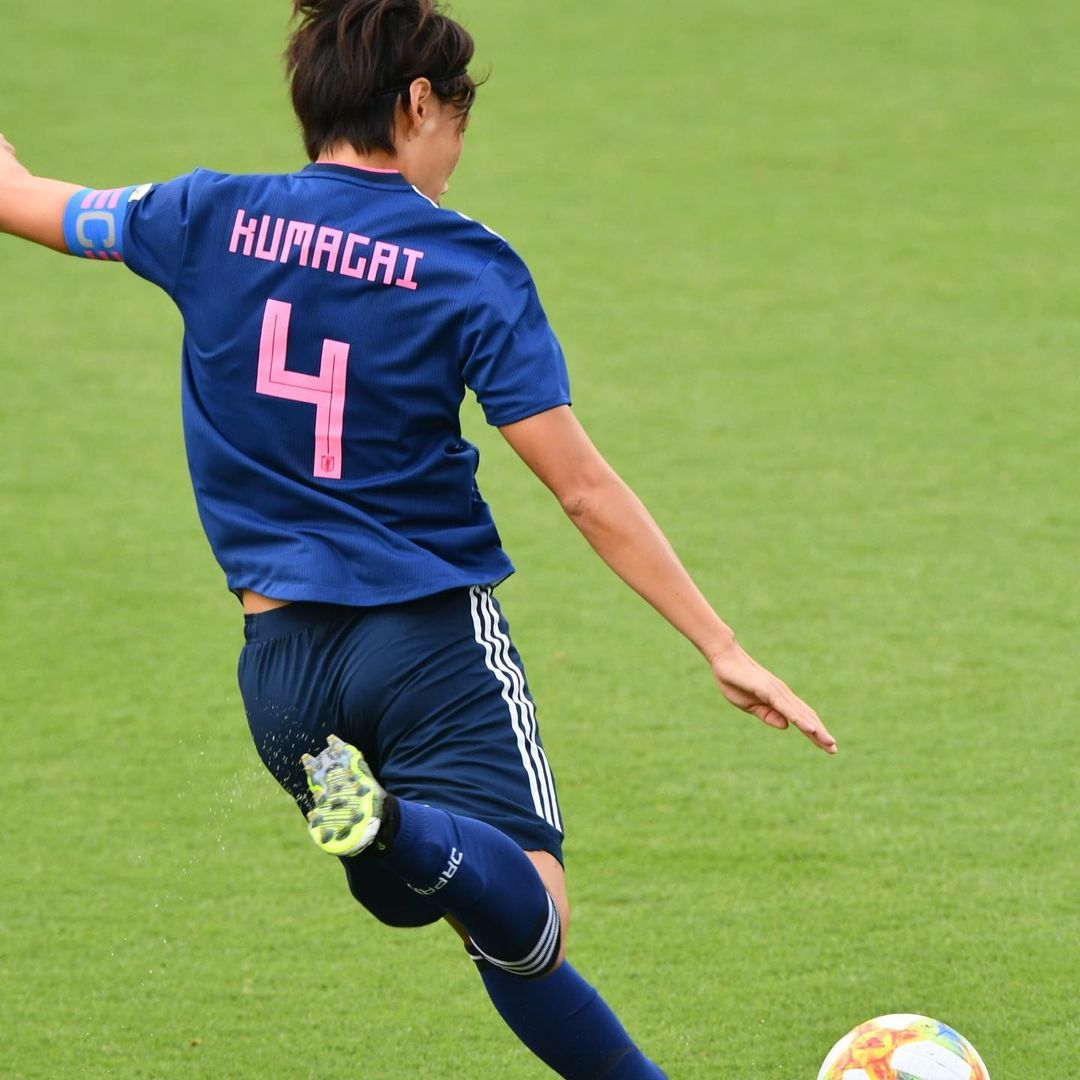
Saki Kumagai avec le Japon en 2019.

Patrice Lair, son entraîneur lors de sa première saison à l'Olympique lyonnais, déclare à l'époque que Saki Kumagai « est bonne techniquement, elle est intelligente et en plus, au milieu de terrain, elle est encore meilleure (...). Derrière, c'est un rempart. Elle a une belle qualité de passe, elle est technique, toujours en observation ».
L'internationale anglaise Lucy Bronze, sa coéquipière en club, déclare en 2017 que « Saki est extrêmement perfectionniste et professionnelle ; elle veut que chacune de ses passes soient parfaites, tout en donnant l’impression que c'est facile. Elle se fait très discrète sur le terrain mais sans elle, le jeu manque souvent de qualité et de précision ».
En 2021, Gérard Prêcheur déclare qu'elle « est une joueuse d’exception. Elle a une énorme influence sur le plan mental et également tactique. Elle fait partie des meilleurs éléments que j’ai dirigés (...). Son hygiène de vie lui permet d’être toujours en forme et prête à jouer ».

## Palmarès

### En club et sélection

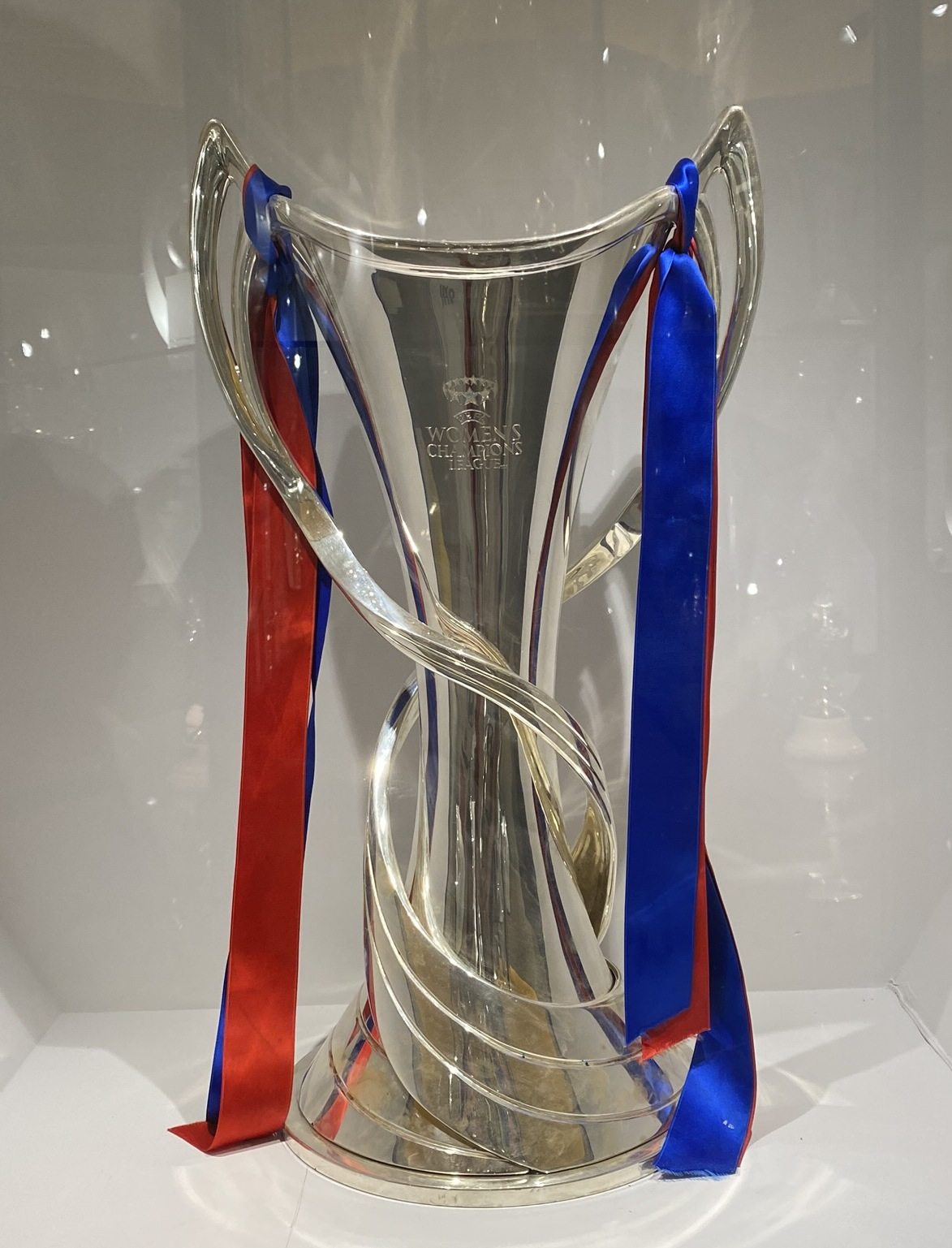
Saki Kumagai totalise cinq Ligues des champions avec l'Olympique lyonnais.

Saki Kumagai remporte son premier titre en club en devenant championne du Japon en 2009 avec les Urawa Red Diamonds. Elle est vice-championne du Japon en 2010. Elle atteint la finale de la Coupe du Japon en 2009 et 2010 et celle de la Coupe de la ligue japonaise en 2010. Arrivée en Allemagne au FFC Francfort, elle est finaliste de la Ligue des champions en 2012. Le club allemand se hisse en finale de la Coupe d'Allemagne en 2012 mais Saki Kumagai ne joue pas la rencontre. Elle étoffe considérablement son palmarès avec l'Olympique lyonnais où elle remporte la plus prestigieuse des compétitions, la Ligue des champions, qu'elle s'octroie en 2016, 2017, 2018, 2019 et 2020 ; respectivement face au VfL Wolfsburg, au Paris Saint-Germain, le VfL Wolfsburg, le FC Barcelone puis à nouveau face au VfL Wolfsburg. Sur le plan national, elle est championne de France à sept reprises en 2014, 2015, 2016, 2017, 2018, 2019 et 2020. Elle remporte la Coupe de France à six reprises en 2014, 2015, 2016, 2017, 2019 et 2020 et atteint la finale en 2018. Elle remporte la première édition du Trophée des championnes en 2019. Elle devient championne d'Allemagne en 2023 avec le Bayern Munich, puis championne d'Italie l'année suivante avec l'AS Roma. Elle remporte la Coupe d'Italie en 2024. Elle obtient sa deuxième Supercoupe de sa carrière avec l'AS Roma lors de l'édition 2024. Elle devient championne d'Angleterre de deuxième division avec le London City Lionesses en 2025 ; son premier titre professionnel dans une division inférieure. Elle totalise 25 trophées en club (11 titres nationaux, 7 Coupes nationales, 2 Supercoupes et 5 Ligues des champions).
En équipe du Japon des moins de 19 ans, Saki Kumagai est championne d'Asie en 2009. Avec l'équipe A, elle est vainqueur des Jeux asiatiques et de la Coupe d'Asie de l'Est en 2010. Elle devient championne du monde en 2011 en éliminant les États-Unis aux tirs au but. En 2012, après avoir atteint la finale de l'Algarve Cup, elle est médaillée d'argent aux Jeux olympiques de Londres. Elle est finaliste de la Coupe d'Asie de l'Est en 2013 et de l'Algarve Cup en 2014. Elle devient vice-championne du monde en 2015. Capitaine de son équipe, elle remporte la Coupe d'Asie en 2018. Elle soulève la SheBelieves Cup en 2025 pour la première fois.
Elle totalise 6 trophées en sélection (dont 1 Coupe du monde et 1 Coupe d'Asie) et 1 médaille d'argent olympique.

### Distinctions personnelles
Grâce à ses bonnes performances individuelles en club et avec la sélection japonaise, Saki Kumagai est classée 7e meilleure joueuse dans le monde de la FIFA en 2013. Elle est élue meilleure joueuse de la finale de la Ligue des champions en 2016. Elle est classée 4e meilleure joueuse en Europe de l'UEFA à l'issue de la saison 2015-2016. En 2019, elle est élue meilleure joueuse asiatique par l'AFC.En 2020, elle est élue meilleure joueuse annuelle de l'AFC par l'IFFHS. En 2024, elle est sacrée Golden Foot Féminin pour l'ensemble de ses performances et de sa carrière.

### Tableau récapitulatif

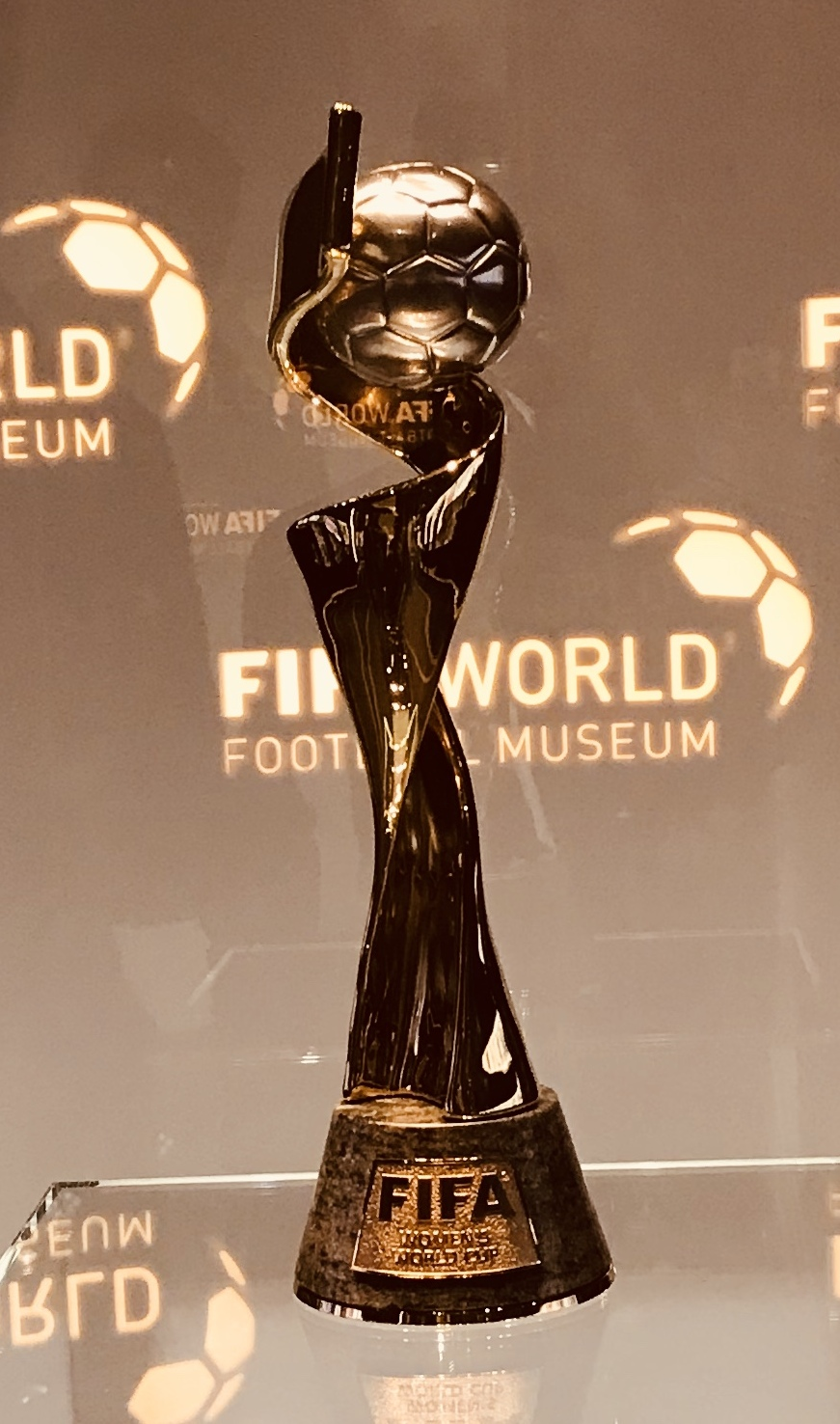
Saki Kumagai remporte la 6e édition de la Coupe du monde en 2011.

Le tableau ci-dessous récapitule le palmarès professionnel de Saki Kumagai.
| En sélection | En club |
| --- | --- |
| Équipe du Japon U-19 (1) - Vainqueur de la Coupe d'Asie en 2009 | Urawa Red Diamonds (1) - Championne du Japon en 2009 - Finaliste de la Coupe du Japon en 2009 et 2010 - Finaliste de la Coupe de la Ligue en 2010 |
| Équipe du Japon (5) - Vainqueur de la Coupe du monde en 2011 - Vainqueur de la Coupe d'Asie en 2018 - Médaille d'or aux Jeux asiatiques en 2010 - Vainqueur de la Coupe d'Asie de l'Est en 2010 - Vainqueur de la SheBelieves Cup en 2025 - Médaille d'argent aux Jeux olympiques en 2012 - Finaliste de la Coupe du monde en 2015 - Finaliste de la Coupe d'Asie de l'Est en 2013 - Finaliste de l’Algarve Cup en 2012 et 2014 - Deuxième place à la SheBelieves Cup en 2023 - Troisième place de la Coupe d'Asie en 2008, 2010 et 20220 - Troisième place de l’Algarve Cup en 2011 - Troisième place du Tournoi de Chypre en 2008 - Troisième place à la SheBelieves Cup en 2019 | FFC Francfort - Finaliste de la Coupe d'Allemagne en 2012 - Finaliste de la Ligue des champions en 2012 |
| Équipe du Japon (5) - Vainqueur de la Coupe du monde en 2011 - Vainqueur de la Coupe d'Asie en 2018 - Médaille d'or aux Jeux asiatiques en 2010 - Vainqueur de la Coupe d'Asie de l'Est en 2010 - Vainqueur de la SheBelieves Cup en 2025 - Médaille d'argent aux Jeux olympiques en 2012 - Finaliste de la Coupe du monde en 2015 - Finaliste de la Coupe d'Asie de l'Est en 2013 - Finaliste de l’Algarve Cup en 2012 et 2014 - Deuxième place à la SheBelieves Cup en 2023 - Troisième place de la Coupe d'Asie en 2008, 2010 et 20220 - Troisième place de l’Algarve Cup en 2011 - Troisième place du Tournoi de Chypre en 2008 - Troisième place à la SheBelieves Cup en 2019 | Olympique lyonnais (19) - Championne de France en 2014, 2015, 2016, 2017, 2018, 2019 et 20200 - Vainqueur de la Coupe de France en 2014, 2015, 2016, 2017, 2019 et 20200 - Vainqueur du Trophée des championnes en 2019 - Vainqueur de la Ligue des champions en 2016, 2017, 2018, 2019 et 2020 - Finaliste de la Coupe de France en 2018 |
| Équipe du Japon (5) - Vainqueur de la Coupe du monde en 2011 - Vainqueur de la Coupe d'Asie en 2018 - Médaille d'or aux Jeux asiatiques en 2010 - Vainqueur de la Coupe d'Asie de l'Est en 2010 - Vainqueur de la SheBelieves Cup en 2025 - Médaille d'argent aux Jeux olympiques en 2012 - Finaliste de la Coupe du monde en 2015 - Finaliste de la Coupe d'Asie de l'Est en 2013 - Finaliste de l’Algarve Cup en 2012 et 2014 - Deuxième place à la SheBelieves Cup en 2023 - Troisième place de la Coupe d'Asie en 2008, 2010 et 20220 - Troisième place de l’Algarve Cup en 2011 - Troisième place du Tournoi de Chypre en 2008 - Troisième place à la SheBelieves Cup en 2019 | Bayern Munich (1) - Championne d'Allemagne en 2023 |
| Équipe du Japon (5) - Vainqueur de la Coupe du monde en 2011 - Vainqueur de la Coupe d'Asie en 2018 - Médaille d'or aux Jeux asiatiques en 2010 - Vainqueur de la Coupe d'Asie de l'Est en 2010 - Vainqueur de la SheBelieves Cup en 2025 - Médaille d'argent aux Jeux olympiques en 2012 - Finaliste de la Coupe du monde en 2015 - Finaliste de la Coupe d'Asie de l'Est en 2013 - Finaliste de l’Algarve Cup en 2012 et 2014 - Deuxième place à la SheBelieves Cup en 2023 - Troisième place de la Coupe d'Asie en 2008, 2010 et 20220 - Troisième place de l’Algarve Cup en 2011 - Troisième place du Tournoi de Chypre en 2008 - Troisième place à la SheBelieves Cup en 2019 | AS Roma (3) - Championne d'Italie en 2024 - Vainqueur de la Coupe d'Italie en 2024 - Vainqueur de la Supercoupe d'Italie en 2024 - Finaliste de la Supercoupe d'Italie en 2023 |
| Équipe du Japon (5) - Vainqueur de la Coupe du monde en 2011 - Vainqueur de la Coupe d'Asie en 2018 - Médaille d'or aux Jeux asiatiques en 2010 - Vainqueur de la Coupe d'Asie de l'Est en 2010 - Vainqueur de la SheBelieves Cup en 2025 - Médaille d'argent aux Jeux olympiques en 2012 - Finaliste de la Coupe du monde en 2015 - Finaliste de la Coupe d'Asie de l'Est en 2013 - Finaliste de l’Algarve Cup en 2012 et 2014 - Deuxième place à la SheBelieves Cup en 2023 - Troisième place de la Coupe d'Asie en 2008, 2010 et 20220 - Troisième place de l’Algarve Cup en 2011 - Troisième place du Tournoi de Chypre en 2008 - Troisième place à la SheBelieves Cup en 2019 | London City Lionesses (1) - Championne d'Angleterre de deuxième division en 2025 |
| Distinctions personnelles | |
| - Élue meilleure joueuse de la finale de la Ligue des champions 2016 - Membre du Women's World Team de l'IFFHS en 2018 - Élue meilleure joueuse asiatique de l'AFC en 2019 - Membre du Women's World Team de l'IFFHS en 2020 - Élue meilleure joueuse asiatique de l'AFC par l'IFFHS en 2020 - Membre du Women's AFC Team of the decade 2011-2020 de l'IFFHS - Membre du Women's World Team of the decade 2011-2020 de l'IFFHS - Membre du All time Asia Women's Dream Team de l'IFFHS - Membre de l'équipe type de la Serie A 2023-2024 par la FIGC - Élue Golden Foot Féminin en 2024                                                                                            | |